# Albin Sjöstrand Bjurnemark
Albin Per Erik Sjöstrand Bjurnemark, född 19 juni 2001, är en svensk fotbollsspelare som spelar för Ariana FC.

## Karriär
Sjöstrand Bjurnemarks moderklubb är Sjöbo IF. Han gjorde fem mål på 40 matcher för klubben i division 5 och division 6 mellan 2016 och 2018. 2019 gick Sjöstrand Bjurnemark till IFK Malmö, där han spelade 19 matcher varav 17 från start i division 2 under sin första säsong i klubben. Följande säsong gjorde Sjöstrand Bjurnemark endast två inhopp då IFK Malmö blev seriesegrare i Division 2 Västra Götaland 2020.
I december 2020 värvades Sjöstrand Bjurnemark av BK Olympic. Han spelade 27 matcher och gjorde ett mål då BK Olympic blev seriesegrare i Division 2 Södra Götaland 2021. Sjöstrand Bjurnemark var fortsatt ordinarie i Ettan Södra 2022 och spelade 26 matcher samt gjorde två mål.
I december 2022 värvades Sjöstrand Bjurnemark av Jönköpings Södra IF, där han skrev på ett treårskontrakt. Sjöstrand Bjurnemark gjorde Superettan-debut den 24 april 2023 i en 2–2-match mot Örgryte IS, där han blev inbytt i den 28:e minuten mot Alexander Berntsson. Sjöstrand Bjurnemark spelade totalt 10 matcher i Superettan 2023, varav två från start då Jönköpings Södra blev nedflyttade.
Inför säsongen 2024 värvades Sjöstrand Bjurnemark av Ettan Södra-klubben Ariana FC, där han skrev på ett tvåårskontrakt.